# Lucy (film 2014)
Lucy è un film del 2014 scritto e diretto da Luc Besson.
Gli interpreti principali della pellicola sono Scarlett Johansson, Morgan Freeman, Min-sik Choi e Amr Waked. Johansson interpreta la protagonista Lucy, una ragazza che acquisisce incredibili capacità psicofisiche, paragonabili a veri e propri superpoteri, quando una droga nootropa e psichedelica viene assorbita nel suo flusso sanguigno.
Il film, sceneggiato e prodotto dallo stesso regista, è uscito il 25 luglio 2014 riscuotendo un buon successo al botteghino, incassando oltre 463 milioni di dollari, a fronte di un budget di 40 milioni. Ha ricevuto critiche contrastanti: sebbene siano stati elogiati i temi trattati, le immagini e la performance attoriale di Johansson, molti critici hanno trovato la trama priva di senso e noiosa, in particolare per quanto riguarda la sua attenzione al mito dello sfruttamento del 10% del cervello umano e alle abilità risultanti.

## Trama
Lucy Miller è una ragazza che studia a Taipei, si sballa di continuo ai rave party e non sa cosa fare di sé stessa. Un giorno il suo fidanzato Richard la obbliga a consegnare una valigetta al suo posto: al momento della consegna Richard viene ucciso e Lucy viene rapita da un gruppo di criminali coreani, il cui capo è lo spietato boss Jang (a cui la valigetta era destinata). Obbligata a svolgere il compito di corriere della droga, le viene inserito chirurgicamente nell'addome un sacchetto preso dalla valigetta che contiene una nuova sostanza, il CPH4 sintetico (nella valigetta erano contenuti quattro sacchetti di tale sostanza, e gli altri tre vengono innestati ad altri tre corrieri).
A seguito di un pestaggio a cui viene sottoposta da un gangster che vorrebbe abusare di lei, il sacchetto che trasporta si lacera e il contenuto si riversa all'interno del suo corpo. La sostanza viene assorbita dal suo organismo e Lucy inizia ad acquistare straordinarie capacità fisiche e mentali, come percezioni extrasensoriali, insensibilità al dolore, memoria fotografica, apprendimento accelerato, telepatia e telecinesi, aumentando a dismisura la capacità di sfruttamento del proprio cervello. Inizia così un viaggio ai confini della fantascienza.
Scappata dalla cella dopo aver ucciso i suoi carcerieri ed ormai priva di qualsiasi emozione umana, uccide molti dei membri della banda di trafficanti di droga, quindi si reca in un ospedale dove, dopo aver ucciso un paziente sul quale era in corso un intervento chirurgico in quanto aveva capito solo guardandolo che non aveva speranza di salvarsi, si fa operare al fine di estrarre il sacchetto rotto all'interno del proprio addome e inizia a ricordare perfettamente ogni singola cosa che le è avvenuta fin da quando era in grembo alla madre; i medici la informano che il CPH4 è un enzima prodotto dalle donne durante la gravidanza in piccolissime quantità per avviare lo sviluppo del feto, e che è un miracolo che lei sia ancora viva dopo averne assunto una quantità così elevata.
Terminata l'operazione, si reca da Jang e, dopo averlo ferito e immobilizzato, gli legge nella mente quali siano le destinazioni degli altri tre corrieri (Berlino, Parigi e Roma), poi torna a casa, dove trova la coinquilina che le presta il proprio computer. In pochi minuti apre ed impara a memoria 6734 pagine scritte da Samuel Norman, un professore di biologia dell'Università di Parigi che da molti anni tiene ricerche e conferenze sul fatto che gli esseri umani non sfrutterebbero appieno le proprie capacità cerebrali, e decide di contattarlo.
Lucy ha quindi una conversazione telefonica con Norman, durante la quale rivela di poter controllare le onde elettromagnetiche modificando i segnali ricevuti dal cellulare, dal televisore e dalla radio del professore, apparendo sugli schermi di tali dispositivi; tuttavia gli confessa di non sapere cosa fare delle sue facoltà, in quanto a causa della droga le rimangono ormai poche ore da vivere. Il professor Norman, secondo il quale il senso della vita altro non è che tramandare l'esperienza, le propone di trasmettere le sue conoscenze, affinché l'intera umanità ne possa trarre giovamento. La giovane lascia il paese diretta verso la Francia: arrivata all'aeroporto modifica il suo aspetto fisico con la sola forza di volontà e contatta Pierre Del Rio, un poliziotto francese capitano dell'Antidroga (riuscendo a sapere tutto su di lui e sulla situazione in cui si trova senza che le sia detto nulla), denunciando e descrivendo gli altri tre corrieri della droga.
In aereo, Lucy rischia che la sua mente disintegri il suo corpo per espandersi sotto forma di energia, e riesce ad arrivare sana e salva a Parigi grazie ad un'altra assunzione di CPH4 sintetico: qui, una volta assunto nuovamente il suo aspetto originario, recupera le altre tre sacche di droga dalla polizia francese, se ne impossessa e, con l'aiuto di Del Rio, incontra il professor Norman. All'università Lucy spiega a Norman di essersi accorta che è vero ciò che egli aveva teorizzato nelle sue ricerche: non solo l'umanità utilizza normalmente una minima parte delle proprie facoltà mentali, ma lo sfruttamento di percentuali sempre più alte del proprio cervello rende chi lo sperimenta in grado di controllare totalmente il proprio corpo, quello degli altri, la materia e l'energia. Lucy rivela anche che non sono né la matematica, né la fisica né nessun'altra disciplina creata dall'uomo a descrivere al meglio l'universo: l'unica entità che realmente stabilisce, regola e quantifica l'esistenza di qualsiasi cosa è il tempo. Norman e i suoi assistenti aiutano la giovane ad assumere l'enorme quantità di droga rimasta, per permetterle di raggiungere il 100% dell'attività cerebrale.
Durante il processo, mentre all'esterno della stanza è in corso una sparatoria tra i poliziotti guidati da Del Rio e gli uomini di Jang, sopraggiunti nel frattempo, Lucy raggiunge percentuali sempre più elevate di capacità, inizia ad espandersi assorbendo l'energia e la materia che ha intorno e crea un supercomputer, nel quale riversa tutta la sua enorme conoscenza. Scopre, inoltre, di potersi spostare a piacimento nello spazio e nel tempo, trovandosi ad esistere contemporaneamente in luoghi diversi ed in diversi periodi storici, fino ad arrivare a toccare con mano l'ominide Lucy, capostipite dell'umanità e sua omonima, per poi andare ancora più indietro nel tempo, fino al momento del Big Bang. Raggiunto il 100% delle sue facoltà mentali, Lucy trascende il tempo e lo spazio e sparisce insieme al computer, lasciando tutte le conoscenze nelle mani del professore, in una chiave USB. Del Rio, dopo aver salvato gli scienziati da Jang riuscendo a sparargli, chiede dove sia finita Lucy e riceve un messaggio sul suo telefono cellulare con scritto "Io sono ovunque".

## Produzione
Il film nasce da una passione del regista per la scienza e dal suo essere rimasto affascinato da alcune scoperte riguardanti l'australopiteco Lucy, le dimensioni del suo cranio e più in generale la biologia del cervello umano. Il regista non ha tuttavia voluto girare un documentario sul cervello umano, ma ha preferito dedicarsi ad un "film d'azione che avesse uno scopo", che esponesse al pubblico a determinate conoscenze e riflessioni intrattenendolo.
Besson ha affermato di aver considerato questo film un "rischio", qualcosa che non tutto il pubblico avrebbe capito, ma anche di aver sempre considerato la possibilità che l'opera potesse comunque rivelarsi un successo almeno in USA se non fosse dovuto andare bene in Europa.
Per la produzione del film è stato speso un budget di circa 40 milioni di dollari: ciò lo rende il secondo film francese più dispendioso del 2014. Gran parte del budget è stato speso per la realizzazione degli effetti speciali: il film ne include infatti più di mille. Le riprese si sono tenute nel nord della Francia e nei pressi di Parigi.

## Colonna sonora
La colonna sonora del film, realizzata da Eric Serra, è stata pubblicata a partire dal 22 luglio 2014 via Back Lot Music., All'interno di essa è presente la canzone Sister Rust, scritta e cantata da Damon Albarn.

## Distribuzione
La prima foto promozionale del film è stata diffusa il 28 marzo 2014, mentre il primo trailer ufficiale è stato diffuso il 2 aprile. Il primo trailer in lingua italiana è stato diffuso il 13 giugno 2014. La pellicola è stata distribuita negli Stati Uniti d'America a partire dal 25 luglio 2014 e in Italia dal 25 settembre dello stesso anno.

## Accoglienza

### Critica
Le prime recensioni del film furono positive e contrastanti, quelle successive generalmente positive. Lucy è stato classificato come divertente, ma anche polarizzante, dai critici.
Sul sito web Rotten Tomatoes detiene un punteggio del 66% basato su 241 recensioni, con una media di 6/10. Sull'aggregatore di recensioni Metacritic il film ha un punteggio di 62/100 basato su 46 recensioni, indicando "recensioni generalmente favorevoli". Il pubblico intervistato da CinemaScore ha assegnato al film una media "C+" su una scala da "A" a "F" Sulla base di 14 recensioni stampa, il sito web francese AlloCiné ha assegnato al film una valutazione media di 2,6 su 5. Il film ha ricevuto un punteggio dell'84% sul sito francese Cinémur.
Le principali critiche al film ponevano l'accento sulla teoria dell'uso del 10% del cervello e sul fatto che Lucy diventa sempre meno empatica e più robotica man mano che la sua capacità cerebrale aumenta, sulla sua invincibilità e sull'uso di immagini animali per trasmettere "punti ovvi".
Confrontando i poteri di Lucy con personaggi come Professor X, The Doctor, Dottor Manhattan, Galactus, Dio di Una settimana da Dio e Scarlet Witch e Tetsuo di Akira, Jordan Smith di Hollywood.com ha dichiarato che "Lucy potrebbe essere il personaggio cinematografico più potente mai creato", ma ha indicato che i poteri di Tetsuo potrebbero corrispondere ai suoi.

### Incassi
Il film è stato un successo al botteghino, guadagnando 126663600 $ in Nord America e 342394974 $ nel resto del mondo, per un incasso totale di 469058574 $ contro un budget di $ 40 milioni.. In Italia incassò 9036424 €, classificandosi al 18º posto nella stagione.
In America invece divenne il 4° film francese ad incassare oltre 100 milioni di dollari, dopo Terminator 2-Il giorno del giudizio, Io vi troverò e il suo seguito Taken - La vendetta. A livello mondiale si trattò del secondo più grande incasso francese della storia ed è stato il più grande incasso di sempre per un film di produzione completamente non americana superando Les Misérables del 2012.
Il pubblico di Lucy era diviso equamente tra uomini e donne, con il 65% di età superiore ai 25 anni.
 Nikki Rocco, presidente per la distribuzione domestica degli Universal Studios, ha dichiarato: "Avere una protagonista femminile in una proprietà originale ha fatto assolutamente la differenza. Scarlett è una star e la sua presenza [nel film] lo ha reso molto più attraente per le donne." Michael Bodey di The Australian ha commentato che le donne che hanno composto metà del pubblico sono "un precedente apparentemente nuovo per un film d'azione" e che, a causa delle sue prestazioni al botteghino, Lucy è il film di tutti i lavori cinematografici di Besson che "rischia di avere il maggiore impatto culturale."

## Riconoscimenti
- 2015 - MTV Movie Awards[34][35]
  - Candidato per la miglior performance femminile a Scarlett Johansson
- 2015 - Saturn Awards[36]
  - Candidato per il miglior film d'azione/avventura
- 2015 - Critics' Choice Awards
  - Candidato per la miglior attrice in un film d'azione a Scarlett Johansson
- 2015 - National Society of Film Critics
  - Candidato per la miglior attrice a Scarlett Johansson
- 2014 - Variety Piazza Grande Award
  - Candidato a Luc Besson
- 2014 - Prix du Public
  - Candidato a Luc Besson

## Sequel
Nel giugno 2015, Luc Besson rese nota la lista dei progetti futuri di Europa Corp, la società di produzione di cui è a capo; tra i film annunciati figura il sequel di Lucy.
Notizie riportate su una presunta sceneggiatura terminata sono state smentite direttamente dal regista sul suo profilo Instagram.